# Park pałacowy w Posadowie

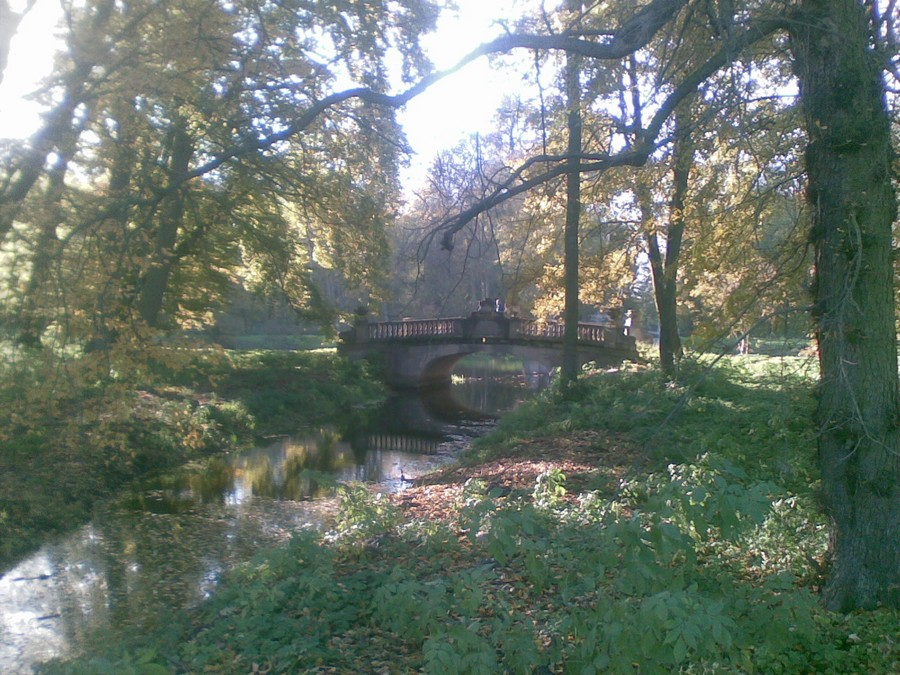
Park w Posadowie

Park pałacowy w Posadowie – zabytkowy park położony na terenie wsi Posadowo, w powiecie nowotomyskim, w województwie wielkopolskim. Wpisany jest do rejestru zabytków pod nr rej.:A/2 z 26.02.1948
Park jest częścią zespołu pałacowo-parkowego z 1870 r., który jest obecnie prywatną własnością. Powstał jako park o założeniu francuskim i zajmuje powierzchnię 10,6 ha. Charakteryzuje się regularnym układem, który podkreślają szpalery ponad 250-letnich cisów. 
Uważany jest za jeden z najpiękniejszych parków francuskich w Wielkopolsce.